# Allerød Drengekor
Allerød Drengekor kaldte sig Danmarks ældste countryband. De øvede og hang ud omkring Allerød, deraf navnet.
De udgav albummet A night on Country Grass på Sonet i 1982.
Spillede på Roskilde Festival i 1980 (og stod øverst på plakaten, lige over Anne Linnet Band)
Philip Kamper, trommer, Claus Skovgaard, bas, Mac Skov, guitar & vokal, Jan Stefan, mandolin & vokal, m.fl.